# Урми (разъезд)
Урми́ — остановочный пункт Хабаровского региона Дальневосточной железной дороги. Остановочный пункт Транссибирской магистрали. Находится на территории населённого пункта Урми Смидовичского района Еврейской автономной области. В пешей доступности проходит федеральная автомагистраль Р297 «Амур».